# Besnik Gashi
Besnik Gashi (ur. 30 maja 1985 w Hajvali) – szwedzki skoczek narciarski pochodzenia kosowskiego. Wielokrotny medalista mistrzostw Szwecji seniorów. Zdobywał także medale juniorskich mistrzostw tego kraju. Reprezentant tego kraju. Po zakończeniu kariery skoczka narciarskiego koszykarz i trener koszykówki.
Besnik Gashi w oficjalnych zawodach międzynarodowych w skokach narciarskich rozgrywanych pod egidą Międzynarodowej Federacji Narciarskiej brał udział w latach 2002–2006. Występował wówczas w konkursach Pucharu Kontynentalnego i Letniego Pucharu Kontynentalnego, kilkukrotnie zdobywając punkty do klasyfikacji generalnych obu tych cyklów.
Dwukrotnie brał udział w mistrzostwach świata juniorów – najlepsze wyniki w tej imprezie osiągnął w 2003 roku, gdy zajął 12. miejsce w konkursie indywidualnym, a w rywalizacji drużynowej, wraz z reprezentacją Szwecji, uplasował się na 5. pozycji.
Gashi w swojej karierze zdobył 9 medali mistrzostw Szwecji seniorów (w tym 4 złote), z czego 4 w konkursach indywidualnych (2 srebrne i 2 brązowe), a także 1 medal letnich mistrzostw Szwecji seniorów (złoty drużynowo). Kilkukrotnie zdobywał także medale juniorskich mistrzostw kraju.

## Początki kariery (do 2000)
Gashi zamieszkał w Szwecji w 1991. Skoki narciarskie zaczął uprawiać w czasie nauki w szkole podstawowej za namową swojego ówczesnego kolegi. Była to jego pierwsza styczność z narciarstwem w ogóle – wcześniej nigdy nie jeździł na nartach. Mimo to szybko czynił postępy, trenując na obiektach wchodzących w skład kompleksu Kvarnberget w Falun.
W 2000 roku zdobył brązowy medal juniorskich mistrzostw Szwecji.
Gashi początkowo brał udział w juniorskich zawodach w Szwecji – między innymi w Falu Plast Cup i konkursach zaliczanych do cyklu Svenska Cup (Pucharu Szwecji).

## Sezon 2000/2001
W sezonie 2000/2001 w klasyfikacji generalnej juniorów cyklu Svenska Cup zajął 5. miejsce z dorobkiem 135 punktów. W juniorskich mistrzostwach Szwecji rozegranych w Sysslebäck uplasował się na 6. pozycji. Poza tym brał także udział w mistrzostwach Szwecji juniorów młodszych, gdzie był czwarty, a także w seniorskich mistrzostwach kraju, gdzie zajął 9. pozycję.

## Sezon 2001/2002
W sierpniu 2001 roku wziął udział w konkursie rozegranym w czeskiej miejscowości Lomnice nad Popelkou. W rywalizacji juniorów zajął 15. miejsce (wśród 20 skoczków), a wśród seniorów 56. pozycję (startowało 79 skoczków). W sezonie zimowym 2001/2002 ponownie brał udział w zawodach cyklu Svenska Cup, tym razem startując zarówno w konkursach juniorów, jak i seniorów.
W styczniu 2002 roku zadebiutował w oficjalnych zawodach międzynarodowych rozgrywanych pod egidą Międzynarodowej Federacji Narciarskiej. Wziął wówczas udział w mistrzostwach świata juniorów. W rozegranym 24 stycznia na skoczni Langenwaldschanze w Schonach im Schwarzwald konkursie drużynowym wraz z reprezentacją swojego kraju (oprócz niego w drużynie skakali również Isak Grimholm, Johan Erikson i Andreas Arén) uplasował się na 9. pozycji – indywidualnie w swojej grupie w pierwszej serii uzyskał 7. wynik, a w drugiej, w wyniku upadku, 14. rezultat. Dwa dni później w przeprowadzonym na tym samym obiekcie konkursie indywidualnym zajął 35. miejsce.
16 lutego 2002 roku wziął udział w seniorskich mistrzostwach kraju na skoczni średniej. Po pierwszej serii i skoku na odległość 74 metrów zajmował 2. miejsce, jednak w drugiej serii uzyskał 4. rezultat serii i ostatecznie spadł na 4. pozycję (wyprzedzili go Isak Grimholm i Andreas Arén). Ponad miesiąc później, 24 marca wystartował w zawodach tej samej rangi na skoczni normalnej, gdzie uplasował się na 12. miejscu wśród 22 sklasyfikowanych zawodników. W 2002 roku po raz drugi w karierze zdobył brązowy medal juniorskich mistrzostw Szwecji.
W marcu 2002 roku po raz pierwszy w karierze wziął udział w zawodach Pucharu Kontynentalnego. W norweskim Vikersund wystartował w trzech konkursach, zajmując w nich kolejno: 64, 51. oraz 55. miejsce.

## Sezon 2002/2003
4 sierpnia 2002 roku Gashi zadebiutował w zawodach Letniego Pucharu Kontynentalnego. W Oberstdorfie wystąpił w konkursie drużynowym, w którym, wraz z reprezentacją Szwecji (oprócz Gashiego startowali w niej także: Johan Erikson, Andreas Arén i Kristoffer Jåfs) zajął ostatnią, 15. pozycję. Dzień wcześniej w konkursie indywidualnym na tej samej skoczni zajął 105. miejsce, ex aequo z Johanem Eriksonem. 31 sierpnia wystartował w zawodach tego cyklu w Falun, gdzie zajął 46. pozycję. Był to jednocześnie jego ostatni start w tej edycji Letniego Pucharu Kontynentalnego.
W sezonie 2002/2003 Gashi ponownie brał udział w zawodach cyklu Svenska Cup, zarówno w kategorii juniorów, jak i seniorów.
24 stycznia 2003 roku Gashi wziął udział w seniorskich mistrzostwach kraju na skoczni średniej. Po pierwszej serii zajmował 2. miejsce, jednak w wyniku słabszego drugiego skoku ostatecznie został sklasyfikowany na 6. pozycji. Dwa dni później w zawodach tej samej rangi na skoczni normalnej zdobył pierwszy w karierze medal tego typu imprezy. Po pierwszej serii prowadził, jednak w drugiej próbie wyprzedził go Johan Erikson, w związku z czym Gashi zajął 2. pozycję, zdobywając tym samym srebrny medal.
W oficjalnych zawodach międzynarodowych rozgrywanych pod egidą Międzynarodowej Federacji Narciarskiej w sezonie 2002/2003 po raz pierwszy wystartował w lutym 2003 roku. Wziął wówczas udział w rozgrywanych w Sollefteå mistrzostwach świata juniorów. 6 lutego w konkursie drużynowym, wraz z reprezentacją swojego kraju (oprócz Gashiego skakali w niej: Andreas Arén, Johan Erikson i Isak Grimholm) zajął 5. pozycję, będącą najlepszym wynikiem w jej startach w zawodach tej rangi w XXI wieku. 2 dni później w rywalizacji indywidualnej uplasował się na 12. miejscu, najlepszym spośród startujących w niej Szwedów.
W sezonie 2002/2003 wystąpił także w siedmiu konkursach Pucharu Kontynentalnego, w trzech z nich zdobywając punkty do klasyfikacji generalnej tego cyklu. Po raz pierwszy udało mu się to osiągnąć 15 lutego 2003 roku w austriackim Eisenerz, gdzie zajął 25. miejsce. Były to jednocześnie pierwsze punkty Pucharu Kontynentalnego, jakie zdobył w swojej karierze. W czołowej „trzydziestce” tego cyklu plasował się również dzień później na tym samym obiekcie, gdzie zajął 28. pozycję, a także 15 marca w Strynie (21. miejsce, najwyższe w historii jego startów w zimowych konkursach Pucharu Kontynentalnego). W sumie w sezonie 2002/2003 Gashi zdobył 19 punktów i został ostatecznie sklasyfikowany na 154. miejscu w klasyfikacji generalnej Pucharu Kontynentalnego (wśród Szwedów lepszy od niego był tylko Jonas Nordin – 53 punkty, 104. miejsce).
2 marca 2003 roku Gashi wziął udział w seniorskich mistrzostwach Szwecji na skoczni dużej. W rywalizacji indywidualnej uzyskał 2. wynik (przegrał tylko z Johanem Eriksonem), zdobywając tym samym srebrny medal. Poza tym drużynowo, w barwach klubu Holmens IF (oprócz Gashiego skakali w nim również: Johan Erikson i Andreas Arén), na tym samym obiekcie zdobył mistrzostwo kraju. Dzień wcześniej Gashi wziął także udział w juniorskich mistrzostwach Szwecji na skoczni normalnej, zdobywając złote medale zarówno w rywalizacji indywidualnej, jak i drużynowej.

## Sezon 2003/2004
Gashi występy w zawodach międzynarodowych w sezonie 2003/2004 zaczął w lipcu 2003 roku. Latem 2003 roku wziął udział w ośmiu z dziesięciu konkursów Letniego Pucharu Kontynentalnego (nie wystartował wyłącznie w konkursach w Garmisch-Partenkirchen). Gashi czterokrotnie zdobywał punkty do klasyfikacji generalnej tego cyklu. Jego najlepszym wynikiem była 17. pozycja, jaką zajął 19 lipca 2003 roku w Calgary. Poza tym punkty zdobywał także: 20 lipca na tym samym obiekcie (22. miejsce), a również 25 (28. miejsce) i 26 lipca (18. pozycja) w Park City. W sumie zdobył 39 punktów, co pozwoliło mu zająć 51. miejsce w klasyfikacji generalnej cyklu.
18 stycznia 2004 roku Gashi wziął udział w seniorskich mistrzostwach kraju na skoczni normalnej. Po pierwszej serii zajmował 4. pozycję, jednak ostatecznie zawody indywidualne ukończył na 6. miejscu. Poza tym w barwach klubu Holmens IF (oprócz Gashiego skakali w nim: Johan Erikson i Andreas Arén) zwyciężył w rywalizacji drużynowej, zdobywając tym samym drugi w karierze złoty medal mistrzostw kraju. 1 lutego 2004 roku Gashi wystartował w seniorskich mistrzostwach kraju na skoczni dużej. Po pierwszej serii konkursowej zajmował 8. pozycję, a ostatecznie ukończył te zawody na 7. miejscu.
Jedyny start w oficjalnych zawodach międzynarodowych pod egidą Międzynarodowej Federacji Narciarskiej w sezonie zimowym 2003/2004 zanotował podczas zawodów Pucharu Kontynentalnego rozegranych 8 lutego 2004 roku w Zakopanem, które ukończył na 66. pozycji.

## Sezon 2004/2005
Jedyny start na arenie międzynarodowej w sezonie 2004/2005 Besnik Gashi zanotował latem 2004 roku. Wziął wówczas udział w dwóch konkursach Letniego Pucharu Kontynentalnego w Lillehammer. 20 sierpnia zajął 57. pozycję, a dzień później 60. miejsce.
30 stycznia 2005 roku Gashi wystartował w seniorskich mistrzostwach kraju na skoczni dużej. W rywalizacji indywidualnej w gronie 13. zawodników zajął 6. pozycję. W rywalizacji drużynowej w barwie zespołu Holmens IF (oprócz Gashiego skakali w nim: Alexander Mitz i Johan Erikson) uplasował się na 2. pozycji.
13 lutego 2005 roku wziął udział w seniorskich mistrzostwach kraju na skoczni normalnej. W konkursie indywidualnym zajął 3. pozycję, przegrywając z Alexandrem Mitzem i Isakiem Grimholmem.

## Sezon 2005/2006
Latem 2005 roku Gashi wystartował w dwóch konkursach Letniego Pucharu Kontynentalnego w Lillehammer. 20 sierpnia zajął 45. miejsce, a dzień później 49. pozycję.
9 października 2005 roku wziął udział w letnich mistrzostwach kraju seniorów na skoczni normalnej. W konkursie indywidualnym zajął 4. pozycję. W rywalizacji drużynowej w barwach zespołu Holmens IF (oprócz Gashiego skakali w nim: Johan Erikson i Alexander Mitz) zdobył tytuł mistrzowski, który był jego pierwszym w karierze zdobytym w ramach letnich zawodów.
W sezonie zimowym Gashi sześciokrotnie wystartował w konkursach Pucharu Kontynentalnego. Jego najlepszymi wynikiem były pozycję w piątej dziesiątce, jakie zajął podczas konkursów w Vikersund. 4 marca 2006 roku był 45., a dzień później 47. Starty te były jednocześnie jego ostatnimi w karierze w oficjalnych zawodach międzynarodowych rozgrywanych pod egidą Międzynarodowej Federacji Narciarskiej.
26 lutego 2006 roku wystartował w seniorskich mistrzostwach kraju na skoczni dużej. W konkursie indywidualnym zajął trzecią pozycję (przegrał z Johanem Eriksonem i Andreasem Arénem), a w rywalizacji drużynowej, wraz z drużyną Holmens IF (oprócz Gashiego skakali w niej: Johanem Erikson i Andreas Arén) zwyciężył, zdobywając tym samym złoty medal mistrzostw Szwecji.
12 marca 2006 roku wziął udział w seniorskich mistrzostwach kraju na skoczni normalnej. W konkursie indywidualnym zajął 4. miejsce. W rywalizacji drużynowej, wraz z zespołem Holmens IF (oprócz Gashiego skakali w nim: Fredrik Balkåsen i Sebastian Ekman), uplasował się na 2. miejscu, tym samym zdobywając srebrny medal.

## Po zakończeniu kariery zawodniczej (od 2006)
Po zakończeniu kariery skoczka narciarskiego Besnik Gashi został trenerem koszykówki. Obecnie (2014 rok) prowadzi grupy młodzieżowe w szwedzkim klubie Falu Basket. W barwach tego klubu występował także w niższych szwedzkich ligach koszykarskich jako zawodnik, grając jako skrzydłowy.

## Mistrzostwa świata juniorów
| Miejsce | Dzień       | Rok  | Miejscowość | Skocznia          | Punkt K | Konkurs  | Skok 1  | Skok 2  | Nota      | Strata   | Zwycięzca          |
| ------- | ----------- | ---- | ----------- | ----------------- | ------- | -------- | ------- | ------- | --------- | -------- | ------------------ |
| 9.      | 24 stycznia | 2002 | Schonach    | Langenwaldschanze | K-90    | druż.    | 82 m    | 79 m    | 158,5 pkt | –        | Finlandia          |
| 35.     | 26 stycznia | 2002 | Schonach    | Langenwaldschanze | K-90    | indywid. | 78,5 m  | 74,5 m  | 168 pkt   | 87,5 pkt | Janne Happonen     |
| 5.      | 6 lutego    | 2003 | Sollefteå   | Hallstabacken     | K-107   | druż.    | 107,5 m | 101,5 m | 213,4 pkt | –        | Austria            |
| 12.     | 8 lutego    | 2003 | Sollefteå   | Hallstabacken     | K-107   | ind.     | 99,5 m  | 99 m    | 192,5 pkt | 68,5 pkt | Thomas Morgenstern |

## Puchar Kontynentalny

### Miejsca w klasyfikacji generalnej
| Sezon     | Miejsce |
| --------- | ------- |
| 2002/2003 | 153.    |

### Miejsca w poszczególnych konkursachPucharu Kontynentalnego
| Źródło                                                                        |             |              |              |              |           |          |               |         |           |               |                  |                  |                  |                  |            |              |           |           |               |               |            |               |               |               |               |            |            |           |            |            |           |           |        |        |         |               |               |           |           |        |        |           |           |           |        |        |        |        |        |        |        |        |        |        |        |        |        |        |        |        |        |        |        |        |        |        |        |        |        |        |        |        |        |        |
| Sezon 2001/2002                                                               |             |              |              |              |           |          |               |         |           |               |                  |                  |                  |                  |            |              |           |           |               |               |            |               |               |               |               |            |            |           |            |            |           |           |        |        |         |               |               |           |           |        |        |           |           |           |        |        |        |        |        |        |        |        |        |        |        |        |        |        |        |        |        |        |        |        |        |        |        |        |        |        |        |        |        |        |
| Velenje                                                                       | Velenje     | Villach      | Villach      | Oberstdorf   | Rælingen  | Rælingen | Calgary       | Calgary | Park City | Park City     | Oberhof          | Ruka             | Ruka             | Lahti            | Lahti      | Sankt Moritz | Engelberg | Innsbruck | Sapporo       | Sapporo       | Sapporo    | Bischofshofen | Bischofshofen | Ishpeming     | Ishpeming     | Courchevel | Courchevel | Lauscha   | Westby     | Westby     | Braunlage | Braunlage | Gallio | Gallio | Planica | Iron Mountain | Iron Mountain | Schönwald | Schönwald | Zaō    | Zaō    | Vikersund | Vikersund | Vikersund | punkty |        |        |        |        |        |        |        |        |        |        |        |        |        |        |        |        |        |        |        |        |        |        |        |        |        |        |        |        |        |
| -                                                                             | -           | -            | -            | -            | -         | -        | -             | -       | -         | -             | -                | -                | -                | -                | -          | -            | -         | -         | -             | -             | -          | -             | -             | -             | -             | -          | -          | -         | -          | -          | -         | -         | -      | -      | -       | -             | -             | -         | -         | -      | -      | 64        | 51        | 55        | 0      |        |        |        |        |        |        |        |        |        |        |        |        |        |        |        |        |        |        |        |        |        |        |        |        |        |        |        |        |        |
| Sezon 2002/2003                                                               |             |              |              |              |           |          |               |         |           |               |                  |                  |                  |                  |            |              |           |           |               |               |            |               |               |               |               |            |            |           |            |            |           |           |        |        |         |               |               |           |           |        |        |           |           |           |        |        |        |        |        |        |        |        |        |        |        |        |        |        |        |        |        |        |        |        |        |        |        |        |        |        |        |        |        |        |
| Lahti                                                                         | Lahti       | Liberec      | Liberec      | Sankt Moritz | Engelberg | Seefeld  | Bischofshofen | Sapporo | Sapporo   | Sapporo       | Planica          | Planica          | Titisee-Neustadt | Titisee-Neustadt | Braunlage  | Braunlage    | Willingen | Zakopane  | Zakopane      | Eisenerz      | Eisenerz   | Westby        | Brotterode    | Brotterode    | Lauscha       | Ishpeming  | Ishpeming  | Ishpeming | Ruhpolding | Ruhpolding | Zaō       | Zaō       | Stryn  | Stryn  | punkty  | punkty        | punkty        | punkty    | punkty    | punkty | punkty | punkty    | punkty    | punkty    | punkty | punkty | punkty | punkty | punkty | punkty | punkty | punkty | punkty | punkty | punkty | punkty | punkty | punkty | punkty | punkty | punkty | punkty | punkty | punkty | punkty | punkty | punkty | punkty | punkty | punkty | punkty | punkty | punkty | punkty |
| -                                                                             | -           | -            | -            | -            | -         | -        | -             | -       | -         | -             | -                | -                | -                | -                | -          | -            | -         | -         | -             | 25            | 28         | -             | 32            | 51            | 31            | -          | -          | -         | -          | -          | -         | -         | 21     | 41     | 19      | 19            | 19            | 19        | 19        | 19     | 19     | 19        | 19        | 19        | 19     | 19     | 19     | 19     | 19     | 19     | 19     | 19     | 19     | 19     | 19     | 19     | 19     | 19     | 19     | 19     | 19     | 19     | 19     | 19     | 19     | 19     | 19     | 19     | 19     | 19     | 19     | 19     | 19     | 19     |
| Sezon 2003/2004                                                               |             |              |              |              |           |          |               |         |           |               |                  |                  |                  |                  |            |              |           |           |               |               |            |               |               |               |               |            |            |           |            |            |           |           |        |        |         |               |               |           |           |        |        |           |           |           |        |        |        |        |        |        |        |        |        |        |        |        |        |        |        |        |        |        |        |        |        |        |        |        |        |        |        |        |        |        |
| Lillehammer                                                                   | Lillehammer | Sankt Moritz | Engelberg    | Seefeld      | Planica   | Planica  | Sapporo       | Sapporo | Sapporo   | Bischofshofen | Bischofshofen    | Braunlage        | Braunlage        | Brotterode       | Brotterode | Zakopane     | Westby    | Westby    | Iron Mountain | Iron Mountain | Kuopio     | Kuopio        | Vikersund     | Vikersund     | punkty        | punkty     | punkty     | punkty    | punkty     | punkty     | punkty    | punkty    | punkty | punkty | punkty  | punkty        | punkty        | punkty    | punkty    | punkty | punkty | punkty    | punkty    | punkty    | punkty | punkty | punkty | punkty | punkty | punkty | punkty | punkty | punkty | punkty | punkty | punkty | punkty | punkty | punkty | punkty | punkty | punkty | punkty | punkty |        |        |        |        |        |        |        |        |        |        |
| -                                                                             | -           | -            | -            | -            | -         | -        | -             | -       | -         | -             | -                | -                | -                | -                | -          | 66           | -         | -         | -             | -             | -          | -             | -             | -             | 0             | 0          | 0          | 0         | 0          | 0          | 0         | 0         | 0      | 0      | 0       | 0             | 0             | 0         | 0         | 0      | 0      | 0         | 0         | 0         | 0      | 0      | 0      | 0      | 0      | 0      | 0      | 0      | 0      | 0      | 0      | 0      | 0      | 0      | 0      | 0      | 0      | 0      | 0      | 0      |        |        |        |        |        |        |        |        |        |        |
| Sezon 2005/2006                                                               |             |              |              |              |           |          |               |         |           |               |                  |                  |                  |                  |            |              |           |           |               |               |            |               |               |               |               |            |            |           |            |            |           |           |        |        |         |               |               |           |           |        |        |           |           |           |        |        |        |        |        |        |        |        |        |        |        |        |        |        |        |        |        |        |        |        |        |        |        |        |        |        |        |        |        |        |
| Rovaniemi                                                                     | Rovaniemi   | Harrachov    | Sankt Moritz | Engelberg    | Engelberg | Planica  | Planica       | Sapporo | Sapporo   | Sapporo       | Titisee-Neustadt | Titisee-Neustadt | Braunlage        | Braunlage        | Villach    | Villach      | Zakopane  | Zakopane  | Iron Mountain | Iron Mountain | Brotterode | Vikersund     | Vikersund     | Bischofshofen | Bischofshofen | punkty     | punkty     | punkty    | punkty     | punkty     | punkty    | punkty    | punkty | punkty | punkty  | punkty        | punkty        | punkty    | punkty    | punkty | punkty | punkty    | punkty    | punkty    | punkty | punkty | punkty | punkty | punkty | punkty | punkty | punkty | punkty | punkty | punkty | punkty | punkty | punkty | punkty | punkty | punkty | punkty | punkty | punkty | punkty |        |        |        |        |        |        |        |        |        |
| 69                                                                            | 71          | -            | -            | -            | -         | -        | -             | -       | -         | -             | -                | -                | dq               | 51               | -          | -            | -         | -         | -             | -             | -          | 45            | 47            | -             | -             | 0          | 0          | 0         | 0          | 0          | 0         | 0         | 0      | 0      | 0       | 0             | 0             | 0         | 0         | 0      | 0      | 0         | 0         | 0         | 0      | 0      | 0      | 0      | 0      | 0      | 0      | 0      | 0      | 0      | 0      | 0      | 0      | 0      | 0      | 0      | 0      | 0      | 0      | 0      | 0      |        |        |        |        |        |        |        |        |        |
| Legenda                                                                       |             |              |              |              |           |          |               |         |           |               |                  |                  |                  |                  |            |              |           |           |               |               |            |               |               |               |               |            |            |           |            |            |           |           |        |        |         |               |               |           |           |        |        |           |           |           |        |        |        |        |        |        |        |        |        |        |        |        |        |        |        |        |        |        |        |        |        |        |        |        |        |        |        |        |        |        |
| 1 2 3 4-10 11-30 poniżej 30 dq – dyskwalifikacja - – zawodnik nie wystartował |             |              |              |              |           |          |               |         |           |               |                  |                  |                  |                  |            |              |           |           |               |               |            |               |               |               |               |            |            |           |            |            |           |           |        |        |         |               |               |           |           |        |        |           |           |           |        |        |        |        |        |        |        |        |        |        |        |        |        |        |        |        |        |        |        |        |        |        |        |        |        |        |        |        |        |        |

## Letni Puchar Kontynentalny

### Miejsca w klasyfikacji generalnej
| Sezon | Miejsce | Źr.    |
| ----- | ------- | ------ |
| 2003  | 51.     | [ 45 ] |

### Miejsca w poszczególnych konkursachLetniego Pucharu Kontynentalnego
| Źródło                                                                        |         |            |            |            |            |                        |                        |             |           |           |             |             |        |        |        |        |        |        |
| 2002                                                                          |         |            |            |            |            |                        |                        |             |           |           |             |             |        |        |        |        |        |        |
| Velenje                                                                       | Velenje | Oberstdorf | Rælingen   | Rælingen   | Falun      | Calgary                | Calgary                | Park City   | Park City | punkty    | punkty      | punkty      | punkty | punkty | punkty | punkty | punkty | punkty |
| -                                                                             | -       | 105        | -          | -          | 46         | -                      | -                      | -           | -         | 0         | 0           | 0           | 0      | 0      | 0      | 0      | 0      | 0      |
| 2003                                                                          |         |            |            |            |            |                        |                        |             |           |           |             |             |        |        |        |        |        |        |
| Velenje                                                                       | Velenje | Calgary    | Calgary    | Park City  | Park City  | Garmisch-Partenkirchen | Garmisch-Partenkirchen | Trondheim   | Trondheim | punkty    | punkty      | punkty      | punkty | punkty | punkty | punkty | punkty | punkty |
| 31                                                                            | 53      | 17         | 22         | 28         | 18         | -                      | -                      | 43          | 33        | 39        | 39          | 39          | 39     | 39     | 39     | 39     | 39     | 39     |
| 2004                                                                          |         |            |            |            |            |                        |                        |             |           |           |             |             |        |        |        |        |        |        |
| Velenje                                                                       | Velenje | Oberstdorf | Oberstdorf | Ramsau     | Ramsau     | Lillehammer            | Lillehammer            | punkty      | punkty    | punkty    | punkty      | punkty      | punkty | punkty | punkty | punkty |        |        |
| -                                                                             | -       | -          | -          | -          | -          | 57                     | 60                     | 0           | 0         | 0         | 0           | 0           | 0      | 0      | 0      | 0      |        |        |
| 2005                                                                          |         |            |            |            |            |                        |                        |             |           |           |             |             |        |        |        |        |        |        |
| Velenje                                                                       | Velenje | Kranj      | Einsiedeln | Einsiedeln | Oberstdorf | Oberstdorf             | Lillehammer            | Lillehammer | Park City | Park City | Lake Placid | Lake Placid | punkty |        |        |        |        |        |
| -                                                                             | -       | -          | -          | -          | -          | -                      | 45                     | 49          | -         | -         | -           | -           | 0      |        |        |        |        |        |
| Legenda                                                                       |         |            |            |            |            |                        |                        |             |           |           |             |             |        |        |        |        |        |        |
| 1 2 3 4-10 11-30 poniżej 30 dq – dyskwalifikacja - − zawodnik nie wystartował |         |            |            |            |            |                        |                        |             |           |           |             |             |        |        |        |        |        |        |

## Życie prywatne
Besnik Gashi urodził się na terenie dzisiejszego Kosowa. W wieku 6 lat wraz z rodziną przeniósł się do Szwecji, gdzie początkowo mieszkał w Falun, a następnie w Östersund. Ma starszego brata. Zna język angielski i albański.